# 鹿窟
鹿窟，是台灣新北市石碇區的一個傳統地域名稱，位於該區西北部，鄰近該區與汐止區、台北市南港區交界處。相較於今日行政區，其範圍大致為光明里西部但不含西南端。

## 地名
鹿窟全境平均海拔600多公尺，由於過去有水窟三處，為野生鹿棲息戲水之所，便被命名為三鹿窟，後略稱為鹿窟。「光明寺」改名之前稱為「鹿窟禪寺」（又稱鹿窟菜廟），鹿窟地名由來即取自廟前水窟，過去山裡鹿很多，稱為頂水窟，廟下方還有另一水窟，已被填平。

## 歷史
清乾隆年間，鹿窟地區由泉州人陳振葳、謝友建等人所開闢。台灣清治末期，鹿窟地區為一街庄，稱為「鹿窟庄」，隸屬於文山堡。該庄北與康誥坑庄為鄰，東與松柏崎庄為鄰，南邊為排藔庄，西邊為南港大坑庄、什三份庄。
1901年（日治明治三十四年）11月，該庄隸屬於深坑廳，編入第九區。1903年（明治三十六年）4月，第九區拆出玉桂嶺庄，其餘改稱「楓仔林區」，該庄屬之。1920年（大正九年），該庄改制並雅化為「鹿窟」大字，隸屬於臺北州文山郡石碇庄。
戰後石碇庄改制為石碇鄉，隸屬於臺北縣，大字亦改制為村。2010年（民國99年）12月，臺北縣升格為新北市，石碇鄉改制為石碇區，村改制為里。

## 鹿窟事件
鹿窟一帶本以產茶為業，約有200戶，山上耕地少而以種植包種茶或蕃薯為主，居民絕大多數為礦工。 在1952年12月29日發生的鹿窟事件，使不少居民被捕或是逃離該地，事件前後的武裝基地案件， 造成受難者四百多人，其中二百多人被判徒刑，  也使當地成為荒原，茶葉栽種自此一蹶不振。

## 交通
開車
1. 研究院路一段左轉進入舊莊街一段，直行至舊莊街二段與碇南路二段交叉點， 即是鹿窟事件紀念公園。
2. 水源路二段直行至鹿窟巷，再於碇南路二段右轉，直至舊莊街二段與碇南路二段交叉點。

公車
汐止火車站轉乘新北市新巴士F903汐碇線至「光明寺站」，再步行約50公尺，即可到達。
在南港站搭乘小5路公車，山上隨叫隨停。

## 外部連結
- 臺北市政府產業發展局《鹿窟事件紀念碑》 （页面存档备份，存于）
- 汐止區公所《鹿窟事件紀念公園》 （页面存档备份，存于）
- 汐止文化網:鄭維棕《鹿窟事件始末》
- 公視《獨立特派員》 第523集 (走過鹿窟65年) （页面存档备份，存于）
- 客家電視台劇場《台北歌手》「台灣第一才子」呂赫若的傳奇故事 （页面存档备份，存于）